# Charles Christ
Charles Christ est une entreprise française spécialisée dans la fabrication et la distribution de plats cuisinés et de légumes cuisinés en conserve.

## Historique
- 1929 : Charles Christ se lance dans la production de choucroute à Krautergersheim en Alsace[4].
- 2011 : Gérald Christ vend la société à l'entreprise Reitzel, qui possède les marques Jardin d'Orante ou Mövenpick, qui produit également des cornichons à Bourré.
- 2016 (1er septembre) : L'arrière petit-fils de Charles Christ rachète l'entreprise[5].

## Implantations
Charles Christ possède deux sites de production, tous deux basés à Connerré : un pour les condiments, l'autre pour les plats cuisinés et la charcuterie. L'usine de Contres, héritée du rachat de Gillet Contres, a été fermée et la production rapatriée à Connerré.
Les cornichons, vendus sous les marques Charles Christ et sous les marques de distributeur (excepté celles de Cora, Match ou Leclerc), ne sont pas produits par la société. Ils sont importés d'Inde (excepté les cornichons aigre-doux).